# Zabit Magomedsharipov
Zabit Akhmedovich Magomedsharipov (Khasavyurt, 1 de março de 1991) é um ex
 lutador de artes marciais mistas (MMA) russo de ascendência avar, que competiu na divisão peso-pena do UFC. Ele foi Campeão Peso-Pena do ACB.

## Antecedentes
Magomedsharipov nasceu em Khasavyurt, na União Soviética, em 1 de março de 1991. Ele começou a treinar freestyle wrestling aos 10 anos, e depois praticou kickboxing. Em 2003, ele se juntou ao clube de Wushu "Pyat storon sveta boarding school", praticando na escola por 6 anos e treinando sob os comandos de Gusein Magomaev. Em 2012, ele fez sua estreia profissional no MMA.

## Carreira no MMA

### Absolute Championship Berkut
Magomedsharipov tem 6-0 no ACB, e foi campeão dos penas.

### Ultimate Fighting Championship
Magomedsharipov assinou um contrato de quatro lutas com o UFC, em maio de 2017.
Magomedsharipov enfrentaria Nick Hein, em 2 de setembro de 2017, no UFC Fight Night: Volkov vs. Struve. No entanto, Hein saiu da luta em 21 de agosto, e foi substituído por Mike Santiago. Magomedsharipov venceu a luta por finalização com um mata-leão no segundo round, e recebeu um bônus de Performance da Noite.
Magomedsharipov enfrentou o estreante na promoção, Sheymon Moraes, em 25 de novembro de 2017, no UFC Fight Night: Bisping vs. Gastelum. Ele venceu a luta por finalização no terceiro round. A vitória também rendeu a Magomedsharipov seu segundo prêmio de Performance da Noite.
Magomedsharipov enfrentou Kyle Bochniak, em 7 de abril de 2018, no UFC 223. Ele venceu a luta por decisão unânime. Esta vitória lhe rendeu um bônus de Luta da Noite.
Apesar de ter restado uma luta em seu contrato, Magomedsharipov assinou um novo contrato multi-luta com o UFC.

## Títulos e conquistas

### Artes marciais mistas
- Ultimate Fighting Championship
  - Performance da Noite (duas vezes)  vs. Mike Santiago, Sheymon Moraes.
  - Luta da Noite (uma vez)  vs. Kyle Bochniak[16]

- Absolute Championship Berkut
  - Campeão Peso-Pena do Absolute Championship Berkut.
  - Vencedor do Grand-Prix do Absolute Championship Berkut.
- MMADNA.nl
  - Novato Europeu do Ano de 2017.

### Wushu
- Campeão russo (4x).[18]
- Campeão europeu.[18]
- Vencedor da copa do mundo.[18]

## Cartel no MMA
| Cartel no MMA   |             |           |
| 19 lutas        | 18 vitórias | 1 derrota |
| Por nocaute     | 6           | 0         |
| Por finalização | 7           | 1         |
| Por decisão     | 5           | 0         |

| Res.    | Cartel | Oponente                  | Método                                 | Evento                                 | Data       | Round | Tempo | Local               | Notas                                                                  |
| ------- | ------ | ------------------------- | -------------------------------------- | -------------------------------------- | ---------- | ----- | ----- | ------------------- | ---------------------------------------------------------------------- |
| Vitória | 18-1   | Calvin Kattar             | Decisão (unânime)                      | UFC Fight Night: Zabit vs. Kattar      | 09/11/2019 | 3     | 5:00  | Moscou              | Luta da Noite; Anunciou a sua aposentadoria em Junho de 2022.          |
| Vitória | 17-1   | Jeremy Stephens           | Decisão (unânime)                      | UFC 235: Jones vs. Smith               | 02/03/2019 | 3     | 5:00  | Las Vegas, Nevada   |                                                                        |
| Vitória | 16-1   | Brandon Davis             | Finalização (estiramento suloev)       | UFC 228: Woodley vs. Till              | 08/09/2018 | 2     | 3:46  | Dallas, Texas       | Finalização do Ano (2018).                                             |
| Vitória | 15-1   | Kyle Bochniak             | Decisão (unânime)                      | UFC 223: Khabib vs. Iaquinta           | 07/04/2018 | 3     | 5:00  | Brooklyn, Nova York | Luta da Noite.                                                         |
| Vitória | 14-1   | Sheymon Moraes            | Finalização (estrangulamento anaconda) | UFC Fight Night: Bisping vs. Gastelum  | 25/11/2017 | 3     | 4:30  | Xangai              | Performance da Noite.                                                  |
| Vitória | 13-1   | Mike Santiago             | Finalização (mata leão)                | UFC Fight Night: Volkov vs. Struve     | 02/09/2017 | 2     | 4:22  | Roterdã             | Estreia no UFC; Performance da Noite.                                  |
| Vitória | 12-1   | Valdines Silva            | Nocaute Técnico (socos)                | ACB 45                                 | 17/09/2016 | 1     | 1:54  | São Petersburgo     | Defendeu o Cinturão Peso Pena Vago do ACB.                             |
| Vitória | 11-1   | Sheikh-Magomed Arapkhanov | Nocaute (soco)                         | ACB 31                                 | 09/03/2016 | 1     | 4:19  | Grózni              | Ganhou o Cinturão Peso Pena Vago do ACB.                               |
| Vitória | 10-1   | Abdul-Rakhman Temirov     | Finalização (guilhotina)               | ACB 24: Grand Prix 2015 Finals Stage 2 | 24/10/2015 | 1     | 4:16  | Moscou              | Final do Grand-Prix Peso Pena do ACB.                                  |
| Vitória | 9-1    | Mukhamed Kokov            | Nocaute Técnico (lesão no braço)       | ACB 20                                 | 14/06/2015 | 2     | 3:57  | Sochi               |                                                                        |
| Vitória | 8-1    | Artak Nazaryan            | Nocaute Técnico (desistência)          | ACB 15: Grand Prix 2015 Stage 2        | 21/03/2015 | 2     | 4:08  | Naltchik            | Semifinal do Grand-Prix Peso Pena do ACB.                              |
| Vitória | 7-1    | Orudzh Zamanov            | Finalização (guilhotina)               | ACB 11                                 | 14/11/2014 | 2     | 3:46  | Grózni              | Estreia no Peso Pena; Quartas de final do Grand-Prix Peso Pena do ACB. |
| Vitória | 6-1    | Sarmat Hodov              | Decisão (unânime)                      | OC - Oplot Challenge 88                | 16/11/2013 | 2     | 1:11  | Carcóvia            |                                                                        |
| Vitória | 5-1    | Sergei Sokolov            | Finalização (triângulo)                | Fight Nights - Krepost Selection 1     | 20/09/2013 | 2     | 2:49  | Moscou              |                                                                        |
| Derrota | 4-1    | Igor Egorov               | Finalização (chave de braço)           | ProFC 47                               | 14/04/2013 | 3     | 1:27  | Rostov do Don       |                                                                        |
| Vitória | 4-0    | Iftikhor Arbobov          | Nocaute Técnico (interrupção médica)   | ProFC 44                               | 02/12/2012 | 2     | 5:00  | Chekhov             |                                                                        |
| Vitória | 3-0    | Abkerim Yunusov           | Finalização (mata leão)                | ProFC 42                               | 13/10/2012 | 2     | 2:42  | Carcóvia            |                                                                        |
| Vitória | 2-0    | Timur Bolatov             | Decisão (unânime)                      | LK - Liga Kavkaz 2012                  | 03/07/2012 | 2     | 5:00  | Khasavyurt          |                                                                        |
| Vitória | 1-0    | Zhumageldy Zhetpisbayev   | Nocaute Técnico (socos)                | OGC - Odessa Golden Cup                | 09/05/2012 | 3     | 2:45  | Odessa              | Estreia no MMA.                                                        |

### Cartel no MMA amador
| Cartel no MMA   |           |           |
| 1 luta          | 0 vitória | 1 derrota |
| Por finalização | 0         | 1         |

| Res.    | Cartel | Oponente           | Método                       | Evento           | Data       | Round | Tempo | Local  | Notas |
| ------- | ------ | ------------------ | ---------------------------- | ---------------- | ---------- | ----- | ----- | ------ | ----- |
| Derrota | 0-1    | Rakhman Makhazhiev | Finalização (chave de braço) | M-1 Challenge 34 | 30/09/2012 | 2     | 4:49  | Moscou |       |